# Liste der Naturdenkmale in Wesel
Naturdenkmale im Kreis Wesel im Landschaftsplan Wesel. Rechtskraft seit 27. Dezember 2004.
| Denkmal-Nummer | Ort / Lage | Bezeichnung des ND | Anzahl | Art | Eingetragen seit | Schutzgrund                                     | Beschreibung | Bild            |
| -------------- | --- | ------------------ | ------ | --- | ---------------- | ----------------------------------------------- | --- | --------------- |
| ND 1           | Wesel-Bergerfurth An der Straße Jöckern, westlich der B 8 Karte                                                         | Allee              | 40     | 32× Winterlinde (Tilia cordata) 8× Esskastanie (Castanea sativa)                                                                         | 2004             | Seltenheit, Schönheit                           | Linden- / Kastanienallee, ca. 240 m lang, 32 Winterlinden und 8 Esskastanien mit Höhen von 10 bis 25 m, Stammumfängen von 184 bis 352 cm und einem Alter von ca. 200 Jahren.                                                                                   | BW              |
| ND 2           | Wesel-Vissel Am Maashof, westlich der Bislicher Straße Karte                                                            | Baumgruppe         | 3      | Eibe (Taxus baccata) | 2004             | Seltenheit, Eigenart                            | Zwei 12 m hohe Eiben, Stammumfang: 112 bzw. 188 cm, Alter: ca. 150 Jahre und 16 m hohe Eibe, Stammumfang: 240 cm, Alter: ca. 220 Jahre | BW              |
| ND 3           | Wesel-Bislicher Wald An der Straße Bislicher Wald, östlich der B 8. Karte                                               | Baumreihe          | 19     | Esskastanie (Castanea sativa) | 2004             | Seltenheit, Schönheit                           | 150 m lange Baumreihe mit 19 Esskastanien, Höhe: 20 bis 30 m, Stammumfang: 295 bis 580 cm, Alter: ca. 220 Jahre | BW              |
| ND 4           | Wesel-Bislicher Wald Nördlich des Röplingshofes, südwestlich der Bahntrasse Wesel–Emmerich Karte                        | Einzelbaum         | 1      | Rotbuche (Fagus sylvatica) | 2004             | Seltenheit, Schönheit                           | 30 m hohe Rotbuche, Stammumfang: 407 cm, Alter: ca. 200 Jahre | BW              |
| ND 5           | Wesel- Im Bereich der Schill-Kaserne an der Straße Am Schwarzen Wasser, südwestlich der Bahntrasse Wesel–Emmerich Karte | Einzelbaum         | 1      | Esskastanie (Castanea sativa) | 2004             | Seltenheit, Schönheit                           | 28 m hohe Esskastanie, Stammumfang: 433 cm, Alter: ca. 200 Jahre | BW              |
| ND 6           | Wesel-Marwick westlich des Berendonks Hofes, südwestlich der Straße Marwick Karte                                       | Einzelbaum         | 1      | Stieleiche (Quercus robur) | 2004             | Seltenheit, Schönheit                           | 28 m hohe Stieleiche, Stammumfang: 538 cm, Alter: ca. 300 Jahre | BW              |
| ND 7           | Wesel-Mars Auf dem Mars / Bislicher Straße Karte                                                                        | Einzelbaum         | 1      | Edelkastanie (Castanea sativa) | 2004             | Seltenheit, Schönheit                           | 24 m hohe Esskastanie, Stammumfang: 519 cm, Alter: ca. 250 Jahre | BW              |
| ND 8           | Wesel-Mars An der Straße Am Homberg Karte                                                                               | Allee              | 96     | Winterlinde (Tilia cordata) |                  | Seltenheit, Schönheit                           | 390 m lange Allee aus 96 Winterlinden, Höhen: 13 bis 35 m, Stammumfang: 160 bis 390 cm, Alter: ca. 200 Jahre | BW              |
| ND 9           | Wesel-Mars Am Hof Winkel, westlich der Rosenallee Karte                                                                 | Einzelbaum         | 1      | Rotbuche (Fagus sylvatica) | 2004             | Seltenheit, Schönheit                           | 32 m hohe Rotbuche, Stammumfang: 572 cm, Alter: ca. 300 Jahre | BW              |
| ND 10          | Wesel-Lackhausen Lindenallee, nördlich der Konrad-Duden-Straße Karte                                                    | Allee              | 55     | Winterlinde (Tilia cordata) | 2004             | Seltenheit, Schönheit                           | 220 m lange Allee aus 55 Winterlinden, Höhe: 26 m, Stammumfang: 198 bis 280 cm, Alter: ca. 130 Jahre | BW              |
| ND 11          | Wesel-Lackhausen Am Molkereiweg / Haus Duden Karte                                                                      | Einzelbaum         | 1      | Stieleiche (Quercus robur) | 2004             | Seltenheit, Schönheit                           | 28 m hohe Stieleiche, Stammumfang: 410 cm, Alter: ca. 200 Jahre | BW              |
| ND 12          | Wesel-Lackhausen Am Molkereiweg / Haus Duden Karte                                                                      | Einzelbaum         | 1      | Blutbuche (Fagus sylvatica 'Atropunicea')                                                                                                | 2004             | Seltenheit, Schönheit                           | 24 m hohe Blutbuche, Stammumfang: 408 cm, Alter: ca. 200 Jahre | BW              |
| ND 13          | Wesel-Lackhausen Am Ruhhof, westlich der Brüner Landstraße Karte                                                        | Einzelbaum         | 1      | Stieleiche (Quercus robur) | 2004             | Seltenheit, Schönheit                           | 26 m hohe Stieleiche, Stammumfang: 500 cm, Alter: ca. 250 Jahre | BW              |
| ND 14          | Wesel-Obrighoven Am Haus Sorgfliet, östlich der Brüner Landstraße Karte                                                 | Baumgruppe         | 3      | 1× Schwarznuss (Juglans nigra) 2× Blutbuche (Fagus sylvatica 'Atropunicea')                                                              | 2004             | Seltenheit, Schönheit                           | 22 m hohe Schwarznuss, Stammumfang: 401 cm, Alter: ca. 200 Jahren und zwei 28 m hohe Blutbuchen, Stammumfang: 315 bzw. 401 cm, Alter: ca. 220 Jahre | BW              |
| ND 15          | Wesel-Obrighoven Am Haus Isselhorst, nördlich der Wurmflakstraße Karte                                                  | Baumgruppe         | 4      | 1× Blutbuche (Fagus sylvatica 'Atropunicea') 1× Roteiche (Quercus rubra) 1× Esskastanie (Castanea sativa) 1× Winterlinde (Tilia cordata) | 2004             | Seltenheit, Schönheit                           | Baumgruppe bestehend aus einer 24 m hohe Blutbuche, Stammumfang: 360 cm; 28 m hohe Roteiche, Stammumfang: 452 cm; 20 m hohe Esskastanie, Stammumfang: 400 cm, Alter jeweils ca. 200 Jahre und 24 m hohe Winterlinde, Stammumfang: 690 cm, Alter: ca. 300 Jahre | BW              |
| ND 16          | Wesel-Obrighoven Wurmflakstraße / an der Bärenschleuse Karte                                                            | Einzelbaum         | 1      | Rosskastanie (Aesculus hippocastanum) | 2004             | Seltenheit, Schönheit                           | 20 m hohe Rosskastanie, Stammumfang: 473 cm, Alter: ca. 220 Jahre | BW              |
| ND 17          | Wesel-Obrighoven Östlich der Voßhöveler Straße Karte                                                                    | 2 Baumgruppen      | 6      | | 2004             | Seltenheit, Schönheit                           | Sechs 18 m hohe Esskastanien, Stammumfang: 353 bis 513 cm, Alter: ca. 200 bis 250 Jahre | BW              |
| ND 18          | Wesel-Obrighoven Am Waldrand nördlich der Feldstraße, östlich der Voßhöveler Straße. Karte                              | Baumpaar           | 2      | Stieleiche (Quercus robur) | 2004             | Seltenheit                                      | Zwei 18 bzw. 28 m hohe Stieleichen, Stammumfang: 370 bzw. 505 cm, Alter: ca. 300 Jahre | BW              |
| ND 19          | Wesel-Obrighoven Auf dem Brümer, südlich der Obrighovener Straße Karte                                                  | Einzelbaum         | 1      | Stieleiche (Quercus robur) | 2004             | Seltenheit, Schönheit                           | 25 m hohe Stieleiche, Stammumfang: 422 cm, Alter: ca. 200 Jahre | BW              |
| ND 20          | Wesel-Obrighoven Am Lökes Hof, nördlich der Obrighovener Straße Karte                                                   | Einzelbaum         | 1      | Kopfstieleiche (Quercus robur) | 2004             | Seltenheit, Schönheit                           | 26 m hohe Kopfstieleiche, Stammumfang: 401 cm, Alter: ca. 210 Jahre | BW              |
| ND 21          | Wesel-Obrighoven Am Lökes Hof, nördlich der Obrighovener Straße Karte                                                   | Einzelbaum         | 1      | Esskastanie (Castanea sativa) | 2004             | Seltenheit, Schönheit                           | 20 m hohe Esskastanie, Stammumfang: 430 cm, Alter: ca. 200 Jahre | BW              |
| ND 22          | Wesel-Büderich Am ehemaligen Fort I, östlich des Fernsehsendemastes Karte                                               | Einzelbaum         | 1      | Winterlinde (Tilia cordata) | 2004             | Seltenheit, Eigenart                            | 22 m hohe doppelstämmige Winterlinde, Stammumfang: 514 cm, Alter: ca. 200 Jahre | BW              |
| ND 23          | Wesel- Am Schill-Denkmal, Schillwiese Karte                                                                             | Baumgruppe         | 11     | Stieleiche (Quercus robur) | 2004             | Landeskundliche Gründe                          | Elf Stieleichen, Höhe: 7 bis 16 m, Stammumfang: 75 bis 279 cm, Alter: ca. 30 bis 100 Jahre Die elf Stieleichen wurden symbolisch für die elf Schill’schen Offiziere gepflanzt, die am 16. September 1809 an dieser Stelle hingerichtet und begraben wurden.    | Fotos hochladen |
| ND 24          | Wesel-Welmen Nördlich des Welmer Weges Karte                                                                            | Baumpaar           | 2      | Stieleiche (Quercus robur) | 2004             | Seltenheit, Schönheit                           | Zwei 11 bzw. 12 m hohe Kopfstieleichen, Stammumfang: 402 bzw. 450 cm, Alter: ca. 250 Jahre | BW              |
| ND 25          | Wesel-Wittenberg Östlich des Pliesterhufshofes, südlich der Straße Underbergsheide. Karte                               | Baumpaar           | 2      | Stieleiche (Quercus robur) | 2004             | Seltenheit, Schönheit                           | Zwei 24 bzw. 28 m hohe Stieleichen, Stammumfang: 240 bzw. 423 cm, Alter: ca. 200 Jahre | BW              |
| ND 26          | Wesel-Wittenberg Am Hof Gärtenskorte, südlich des Krudenburger Weges Karte                                              | Baumgruppe         | 3      | Esskastanie (Castanea sativa) | 2004             | Seltenheit, Schönheit                           | Drei 20 bis 26 m hohe Esskastanien, Stammumfang: 387 bis 449 cm, Alter: ca. 200 Jahre | BW              |
| ND 27          | Wesel-Vissel Ám Treutenhof, nordwestlich der Straße Am Drögenkamp Karte                                                 | Allee              | 9      | 2× Edelkastanie (Castanea sativa) 7× Rosskastanie (Aesculus hippocastanum)                                                               | 2004             | Seltenheit, Eigenart, Schönheit                 | 55 m lange Kastanienallee mit 2 Esskastanien und 7 Rosskastanien, Höhe: 26 m, Stammumfang: 280 bis 385 cm, Alter: ca. 200 Jahre | BW              |
| ND 28          | Wesel-Jöckern Am Neuhollandshof, nordöstlich der Bislicher Straße Karte                                                 | Einzelbaum         | 1      | Rosskastanie (Aesculus hippocastanum) | 2004             | Seltenheit, Schönheit                           | 28 m hohe Rosskastanie, Stammumfang: 482 cm, Alter: ca. 200 Jahre | BW              |
| ND 29          | Wesel-Diersfordt Am Schloss Diersfordt Karte                                                                            | Baumpaar           | 2      | 1× Rosskastanie (Aesculus hippocastanum) 1× Eibe (Taxus baccata)                                                                         | 2004             | Seltenheit, Schönheit                           | 23 m hohe Rosskastanie, Stammumfang: 432 cm und 12 m hohe Eibe, Stammumfang: 206 cm, Alter: je ca. 200 Jahren | BW              |
| ND 30          | Wesel-Mars Auf dem Friedhof südwestlich des Hombergshofes Karte                                                         | Baumgruppe         | 3      | Lebensbaum (Thuja orientalis) | 2004             | Seltenheit, Schönheit                           | Drei 10 bis 18 m hohe Lebensbäume, Stammumfang: 180 bis 308 cm, Alter: ca. 240 Jahre | BW              |
| ND 31          | Wesel-Perrich Perricher Weg / Rheinvorland, Nähe Sender Wesel Karte                                                     | Einzelbaum         | 1      | Spätpappel (Populus serotina) | 2004             | Seltenheit, Schönheit                           | 35 m hohe Spätpappel, Stammumfang: 992 cm, Alter: ca. 250 Jahre | Fotos hochladen |
| ND 32          | Wesel-Werrich Nördlich der Straße Zur Bauernschaft Karte                                                                | Einzelbaum         | 1      | Kopffeldulme (Ulmus carpinifolia) | 2004             | Wissenschaftliche Gründe, Seltenheit, Schönheit | 18 m hohe Kopffeldulme, Stammumfang: 280 cm, Alter: ca. 120 Jahre | BW              |
| ND 33          | Wesel-Bislicher Wald Bislicher Wald am Groß Oly-Möllshof südwestlich der Bahntrasse Wesel–Emmerich Karte                | Einzelbaum         | 1      | Stieleiche (Quercus robur) | 2004             | Seltenheit, Schönheit                           | 26 m hohe Stieleiche, Stammumfang: 460 cm, Alter: ca. 250 Jahre | BW              |